# اد مارکی
اد مارکی (انگلیسی: Ed Markey؛ زادهٔ ۱۱ ژوئیهٔ ۱۹۴۶) یک سیاست‌مدار و عضو حزب دموکرات اهل ایالات متحده آمریکا است. وی نماینده ایالت ماساچوست در مجلس نمایندگان سنای ایالت متحده نیز می‌باشد .